# アニュス・デイ (音楽)

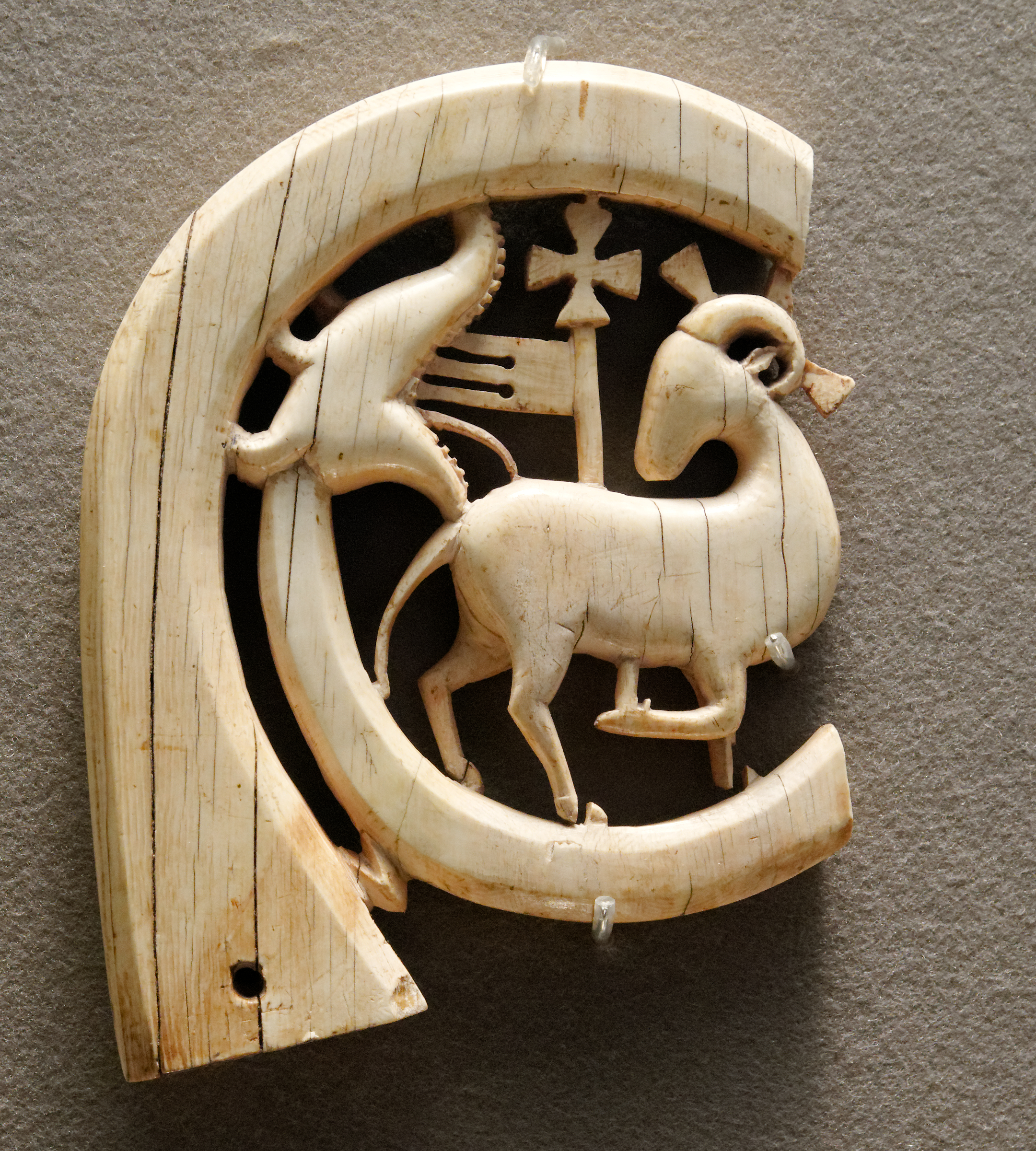
アニュス・デイ（神の子羊）を象牙に刻んだ13世紀の彫刻、ルーヴル美術館蔵。

アニュス・デイ (ラテン語: Agnus Dei) は、キリスト教の教義上の概念である神の子羊のことであり、これに結びついたカトリック教会の典礼における教会ラテン語を用いたミサ（ラテン語ミサ）における賛歌のひとつで、数多くの作曲家たちが作曲を手がけており、通常は、ミサ曲の楽章なり楽節のひとつとされる。しかし、時には独立した作品として作曲されることもあり、例えば、サミュエル・バーバーの『アニュス・デイ (Agnus Dei)』は、彼が作曲した『弦楽のためのアダージョ』を合唱曲に編曲したものである。

## テキスト
アニュス・デイは、「神の子羊」の連祷であり、洗礼者ヨハネがイエスを指して述べた言葉「見よ、世の罪を取り除く神の小羊。」（ヨハネによる福音書第1章29節）に基づいている。
| Agnus Dei, qui tollis peccata mundi, miserere nobis. Agnus Dei, qui tollis peccata mundi, miserere nobis. Agnus Dei, qui tollis peccata mundi, dona nobis pacem. | 神の子羊、世の罪を除きたもう主よ、われらをあわれみ給え。 神の子羊、世の罪を除きたもう主よ、われらをあわれみ給え。 神の子羊、世の罪を除きたもう主よ、われらに平安を与え給え。 |

死者のためのミサ（レクイエム）においては、語句の一部が差し替えられ、「miserere nobis / われらをあわれみ給え」が「dona eis requiem / かれらに安息を与え給え」となり、「dona nobis pacem / われらに平安を与え給え」が「dona eis requiem sempiternam / かれらに永遠の安息を与え給え」とされる。

## 作例
ミサ曲の中の一部として知られる作品の例としては、以下のようなものがある。
- ギヨーム・ド・マショー『ノートルダム・ミサ曲』第5楽章
- ヨハン・ゼバスティアン・バッハ『ミサ曲 ロ短調』IV. サンクトゥス、ホザンナ、ベネディクトゥス、アニュス・デイ、第5曲
- ヴォルフガング・アマデウス・モーツァルト『レクイエム』第13曲（第5部）
- ルートヴィヒ・ヴァン・ベートーヴェン『ミサ・ソレムニス（荘厳ミサ曲）』第5楽章
- フランツ・シューベルト『ミサ曲ト長調 (D167)』第6楽章
- ロベルト・シューマン『ミサ曲ハ短調』（作品147）、第6楽章
- ジュゼッペ・ヴェルディ『レクイエム』第5部
- ガブリエル・フォーレ『レクイエム』第5楽章
- レイフ・ヴォーン・ウィリアムズ『ミサ曲ト短調 (ウィリアムズ)（英語版）』第5楽章
- ベンジャミン・ブリテン『戦争レクイエム』第5楽章 - テキストにはウィルフレッド・オーエンの詩『At a Calvary near the Ancre』が織り込まれている。
- ジョン・ラター『レクイエム（英語版）』第5楽章
- ボブ・チルコット『Little Jazz Mass』第5楽章

この他にも多数の作品があり、おそらく何千曲とあるミサ曲のほとんど全てが、アニュス・デイを含んでいるものと思われる。大衆文化の中でも作曲家たちはこのテキストを用いることがある。
- エリオット・ゴールデンサールによる映画『エイリアン3』のサウンドトラック（英語版）
- 小林啓樹によるゲーム『エースコンバット04 シャッタードスカイ』
- エリツァ・アレクサンドロワ (Elitsa Alexandrova) によるゲーム『アサシン クリード ローグ』
- エンヤによる楽曲「ウィンター・レイン (Trains and Winter Rains)」
- ホールジーによる楽曲「キャッスル (Castle)」
- アニメ『黒執事』第1期第17話、第18話のサウンドトラック
- ジョン・ベリオン（英語版）の楽曲「Ooh」
- ジョン・サンドマン (Jon Sandman) の Twitch ストリーミング・ゲーム『デトロイト ビカム ヒューマン』